# عصب التغطية المفتوحة

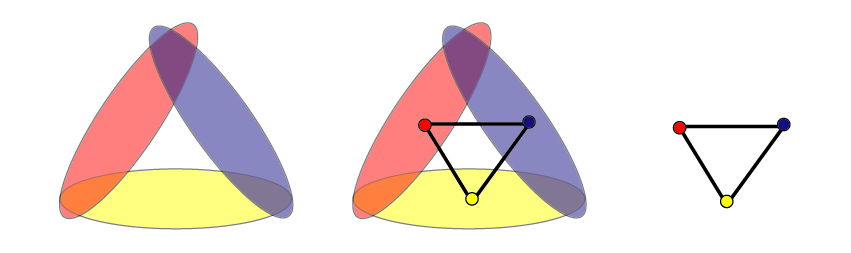
عصب التغطية المفتوحة

في علم الرياضيات، عصب التغطية المفتوحة هو بناء في طوبولوجيا، التركيب المجرد المبسط من غطاء مفتوح للفضاء الطوبولوجي X.
والذي قدم مفهوم العصب هو عالم الرياضيات بافل أليكسندروف.
بما أن مجموعة المؤشر I، والمجموعات المفتوحة Ui متضمنة في X، فإن العصب N يعد مجموعة من المجموعات الفرعية المحدودة I المعرفة على النحو التالي:
- المجموعة الفارغة تنتمي إلى N;
- المجموعة المحدودة J ⊆ I تنتمي إلى N فقط إذا كان تقاطع Ui مؤشراته الفرعية في J غير فارغة. هذا فقط إذا كان

{\displaystyle \bigcap _{j\in J}U_{j}\neq \varnothing .}
ومن الواضح، أنه إذا كانت J تنتمي إلى N، إذًا فأي من مجموعاتها الفرعية ستكون في N. وبالتالي فإن N تعد تركيبة مجردة بسيطة.
وبشكل عام، لا تحتاج التركيبة N لأن تعكس طوبولوجيا X بدقة. على سبيل المثال يمكننا تغطية أي مجال n بمجموعتين قابلتين للانكماش U وV، بهذه الطريقة تعد N 1-تركيبة. ومع ذلك، إذا أصررنا على أن المجموعات المفتوحة المقابلة لكل تقاطع المفهرس بواسطة مجموعة في N هي أيضًا قابلة للانكماش، فإن الوضع سيتغير. وهذا يعني على سبيل المثال أن الدائرة التي تغطيها ثلاثة أقواس مفتوحة، تتقاطع في مجموعات ثنائية في قوس واحد، ومنمذجة بفعل تركيبة تماثل نحاسي، الإدراك الهندسي لـ N.